# A Noite do Chupacabras
A Noite do Chupacabras é um filme independente de terror produzido no Brasil em 2011, escrito e dirigido por Rodrigo Aragão.
O filme mostra a lenda do Chupacabras uma criatura de lendas urbanas que assombrou o mundo, com suas aparições em vários países, nos anos 90.

## Sinopse
As trágicas relações entre duas famílias: os Silvas e os Carvalhos. Os Carvalhos queriam comprar as terras dos Silvas, mas Seu Pedro Silva, o patriarca, não aceitou a proposta do patriarca dos Carvalhos, seu Tadeu. No entanto, quando ele é encontrado morto (com uma mordida no pescoço) na propriedade dos Silva, uma guerra é declarada e um trato estabelecido: os Silvas doam uma parte considerável de suas terras para os Carvalhos e a “paz” reina. Os atritos entre as famílias são sempre iminentes. Qualquer razão é razão suficiente para matarem-se uns aos outros. Perambulando a narrativa, e alheio aos dramas e raivas das duas famílias, está o Chupacabras, que alimenta-se primeiro dos animais da propriedade e muito em breve se voltará para a família, ou pelo menos a quem sobrar da guerra entre as famílias.

## Elenco
- Mayra Alarcón ... Maria Alícia Silva
- Ricardo Araújo... Ricardo Silva
- Petter Baiestorf ... Ivan Carvalho
- Joel Caetano ... Douglas Silva
- Foca Magalhães ... Agnaldo Carvalho
- Jorgemar de Oliveira ... Jorge Silva
- Kika de Oliveira ... Kika Silva
- Walderrama Dos Santos ... Chupacabras / Albino
- Margareth Galvão ... Dona Itália Carvalho
- Markus Konká 	... Seu Pedro Silva
- Eduardo Moraes ... Albino